# Blair Brown (giocatore di football americano)
Blair Brown (Moreno Valley, 27 maggio 1994) è un giocatore di football americano statunitense attualmente free agent, che gioca nel ruolo di linebacker.

## Carriera

### Jacksonville Jaguars
Smoot al college giocò a football all'Università dell'Ohio. Fu scelto nel corso del quinto giro (148º assoluto) nel Draft NFL 2017 dai Jacksonville Jaguars. Debuttò come professionista subentrando nella gara del terzo turno contro i Baltimore Ravens mettendo a segno un tackle. La sua stagione da rookie si concluse disputando 13 partite, 2 delle quali come titolare, facendo registrare 15 tackle e un sack condiviso.